# Черлінське оголення верхнього протерозою (венда)
Черлінське оголення верхнього протерозою (венда) (рум. Aflorimentul proterozoicului superior (vendian) de lângă satul Cerlina) — пам'ятка природи геологічного або палеонтологічного типу в Сороцькому районі Молдови. Розташоване на південний захід від села Черліна на крутому березі Дністра. Має площу 60 га, або 56 га згідно з останніми вимірюваннями. Об’єктом керує муніципалітет Німереука.

## Опис
Заповідна територія складається з двох геологічних масивів, обидва вкриті відкладеннями плейстоценових терас Дністра, складених лесовими глинами, з основою, закладеною 10 м над річкою. Один з масивів розташований біля Черліни і повністю складається з крейдяних порід. Другий масив має більш неоднорідну структуру, висота його ділянки 81 м. Літостратиграфічна колона другого масиву представлена в таблиці.
| Геологічний період | Немає. | Назва, опис                                               | Товщина (м) |
| ------------------ | ------ | --------------------------------------------------------- | ----------- |
| вендський          | 1      | бронітські пісковики нижнього венду                       | 7           |
| крейдяний          | 2      | мергельні вапняки з викопними рештками цероманської фауни | 37          |
| крейдяний          | 3      | чиста крейда                                              | близько 8   |
| крейдяний          | 4      | багаті на кремінь вапняки                                 | 21          |
| крейдяний          | 5      | базальні конгломерати бадену                              | близько 5   |

## Статус захисту
Постановою Ради Міністрів Молдавської РСР від 13.03.1962 р. № 111 об'єкт взято під охорону держави. Охоронний статус знову підтверджено Постановою Ради Міністрів Молдавської РСР від 8 січня 1975 р. № 5 та Закону № 1538 від 25 лютого 1998 року про фонд природних територій, що охороняються державою. Землевласником пам’ятки природи на момент публікації закону 1998 року було сільськогосподарське підприємство «Ністру», село Зелучень, але тим часом воно передано мерії Німереуки.
Заповідна територія становить національний науковий інтерес для геологічних картографічних робіт і створення тектонічних схем території Молдови.
Станом на 2016 рік не мав встановленого інформаційного табло. Рекомендовано включити заповідну територію в туристичні маршрути в районі.